# Carcinomycetaceae
Carcinomycetaceae är en familj av svampar. Carcinomycetaceae ingår i ordningen gelésvampar, klassen Tremellomycetes, divisionen basidiesvampar och riket svampar.
|                   | Sirobasidiaceae               |
|                   |                               |
|                   | Rhynchogastremataceae         |
|                   |                               |
|                   | Phragmoxenidiaceae            |
|                   |                               |
|                   | Hyaloriaceae                  |
|                   |                               |
|                   | Cuniculitremaceae             |
|                   |                               |
| Carcinomycetaceae | \| \| Syzygospora \| \| \| \| |
|                   | \| \| Syzygospora \| \| \| \| |
|                   | Tetragoniomycetaceae          |
|                   |                               |
|                   | Tremellaceae                  |
|                   |                               |
|                   | Trichosporonaceae             |
|                   |                               |
|                   | Kwoniella                     |
|                   |                               |
|                   | Sigmogloea                    |
|                   |                               |
|                   | Xenolachne                    |
|                   |                               |
|                   | Tremellina                    |
|                   |                               |
|                   | Syzygospora                   |
|                   |                               |

|  | Syzygospora |
|  |             |